# Dadeville
La ville de Dadeville  est le chef-lieu (siège) du comté de Tallapoosa, dans l'État de l'Alabama, aux États-Unis.
Selon le recensement de 2010, sa population est de 3 230 habitants. La municipalité s'étend sur 16,03 milles carrés (41,52 km2).
La ville est nommée en l'honneur de Francis L. Dade, militaire tué durant la seconde guerre séminole.

## Démographie
| 1880 | 1890 | 1900  | 1910  | 1920  | 1930  | 1940  | 1950  |
| ---- | ---- | ----- | ----- | ----- | ----- | ----- | ----- |
| 740  | 873  | 1 136 | 1 193 | 1 146 | 1 549 | 2 025 | 2 354 |

| 1960  | 1970  | 1980  | 1990  | 2000  | 2010  | - | - |
| ----- | ----- | ----- | ----- | ----- | ----- | - | - |
| 2 940 | 2 847 | 3 263 | 3 276 | 3 212 | 3 230 | - | - |